# 大阪府道167号鴻池新田停車場鴻池線
大阪府道167号鴻池新田停車場鴻池線（おおさかふどう167ごう こうのいけしんでんていしゃじょうこうのいけせん）は、大阪府東大阪市を通る一般府道である。

## 概要
東大阪市鴻池本町から東大阪市鴻池元町に至る。

### 路線データ
- 起点：大阪府東大阪市鴻池本町（鴻池駅前交差点、大阪府道166号鴻池新田停車場線起点）
- 終点：大阪府東大阪市鴻池元町（新田橋交差点、大阪府道168号石切大阪線交点）
- 総延長：370 m

## 地理

### 通過する自治体
- 大阪府
  - 東大阪市

### 交差する道路
| 交差する道路                  | 交差する場所 | 交差する場所          |
| ----------------------------- | ------------ | --------------------- |
| 大阪府道166号鴻池新田停車場線 | 鴻池本町     | 鴻池駅前交差点 / 起点 |
| 大阪府道168号石切大阪線       | 鴻池元町     | 新田橋交差点 / 終点   |

### 交差する鉄道
- 片町線

### 沿線
- JR西日本片町線 鴻池新田駅
- 河内警察署 鴻池駅前交番
- 三菱UFJ銀行 鴻池新田支店
- 紀陽銀行 鴻池新田支店
- 鴻池新田会所跡